# Janez Zupet
Janez Zupet, slovenski duhovnik in prevajalec, * 16. oktober 1944, Ljubljana, † 29. marec 2016.

## Življenje in delo
Janez Zupet, brat slikarja Franca Zupeta, se je rodil očetu Alojziju in materi Ani (rojeni Lončar), je po ljubljanski klasični gimnaziji (1956–1963) študiral primerjalno jezikoslovje na Filozofski fakulteti v Ljubljani (1963–1972) in od 1966 bogoslovje na Teološki fakulteti v Ljubljani ter iz obojega 1972 diplomiral. Leta 1971 je bil posvečen v duhovnika. Leta 1972 je pričel poučevati angleščino in francoščino na Škofijski gimnaziji v Vipavi, kjer je deloval do svoje smrti, poleg tega pa je bil tudi duhovni pomočnik v Župniji Vipava.
Od 1979 je sodeloval pri prevodu Uvoda v Sveto pismo Nove zaveze in Uvoda v Sveto pismo Stare zaveze (1982). Objavljal je članke v Družini, Reviji 2000 in drugih listih, ter prevajal filozofska in teološka dela. Za prevod Pascalovih Misli (COBISS) je leta 1981 prejel Sovretovo nagrado. Od leta 1986 je bil pri Celjski Mohorjevi družbi urednik zbirke Religiozna misel. Leta 2000 ga je papež Janez Pavel II. odlikoval s papeškim naslovom monsignor. Marca 2016 pa mu je Teološka fakulteta Univerze v Ljubljani podelila naziv častnega senatorja za zasluge na znanstvenih področjih.
Po hudi bolezni je umrl 29. marca 2016 v jutranjih urah.
Oktobra 2019 je ob 75-letnici rojstva izšel zbornik pod naslovom Janez Zupet. Življenje, posvečeno Besedi.